# Fernando Cantuarias
Fernando Cantuarias Salaverry (Lima, 11 de julio de 1964) es un abogado y árbitro peruano.

## Biografía
Hijo de Fernando Cantuarias Alfaro y María Ángela Martha Salaverry Llosa. Es descendiente del presidente del Perú Felipe Santiago Salaverry y tataranieto del político Mariano A. Belaúnde.
Realizó sus estudios escolares en el Colegio Inmaculado Corazón y en el Colegio Santa María Marianistas. Ingresó a la Pontificia Universidad Católica del Perú, en la cual estudió Derecho y recibió el título de Abogado con el grado de sobresaliente. Posteriormente, realizó un máster en Derecho (LL.M.) en la Escuela de Derecho Yale de la Universidad Yale.
En 1991, fue investigador en el Instituto Libertad y Democracia.
De 1993 a 1995 fue abogado en el estudio Cantuarias, Garrido Lecca & Mulanovich.
Activamente interesado en la aplicación práctica del análisis económico del derecho, durante los noventa centró su ejercicio profesional en temas de competencia y propiedad. En 1995, fue nombrado miembro del Directorio de la Superintendencia Nacional de los Registros Públicos (Sunarp) y miembro de la Comisión de Protección al Consumidor del Instituto Nacional de Defensa de la Competencia y de la Protección de la Propiedad Intelectual (Indecopi). Al año siguiente, fue designado presidente de la Comisión de Represión Desleal de esta última institución y gerente legal de la Comisión de Formalización de la Propiedad Informal (Cofopri), cargos que desempeñó hasta principios del 2000.
Considerado uno de los propulsores del moderno arbitraje peruano, entre el 2006 y el 2008 fue miembro de la comisión para la revisión de la entonces vigente Ley General de Arbitraje del ministerio de Justicia. Junto con Alfredo Bullard, fue uno de los redactores principales de la actual ley de arbitraje promulgada en el 2008.
Es miembro de las listas de árbitros del Centro de Arbitraje Nacional e Internacional de la Cámara de Comercio de Lima, del Centro de  Conciliación y Arbitraje Comercial, del Centro de Arbitraje del Colegio de Abogados de Lima, del Centro de Arbitraje de la Cámara de Comercio Americana (AMCHAM-Perú), del Consejo Superior Contrataciones y Adquisiciones del Estado, del Centro de Arbitraje del Organismo Supervisor de Inversión Privada en Telecomunicaciones (OSIPTEL) y de la Lista de Árbitros del Centro de Arbitraje de la Pontificia Universidad Católica del Perú, entre otros.
Es Miembro del Board of Reporters del Institute of Transnacional Arbitration (ITA), del Grupo Latinoamericano de Arbitraje de la Cámara de Comercio Internacional (CCI), de la Asociación Americana de Derecho Internacional Privado (ASADIP), de la Association for International Arbitration (AIA), de la Asociación Latinoamericana de Arbitraje y del Comité Argentino de Arbitraje Nacional y Transnacional (CARAT).

### Trayectoria académica
Se ha desempeñado como docente en la Pontificia Universidad Católica del Perú, la Universidad de Lima, la Universidad Peruana de Ciencias Aplicadas y en la Universidad Torcuato Di Tella de Buenos Aires. 
Fue Decano de la Facultad de Derecho de la Universidad Peruana de Ciencias Aplicadas de 2000 a 2009. 
Desde 2010 hasta 2019, fue Decano de la Facultad de Derecho de la Universidad del Pacífico.

## Caso Odebrecht
Cantuarias es investigado por la Fiscalía de la Nación por presuntamente haber emitido un laudo arbitral en favor de la empresa Odebrecht. Ello debido a una declaración de un colaborador eficaz que sostiene que en abril de 2012 existió una reunión entre Celso Gamarra Roig, funcionario del Ministerio de Transportes y Comunicaciones, en el que participaron los árbitros Horacio Cánepa, Fernando Cantuarias y el abogado de Odebrecht, Ronny Javier Loor Campoverde. Según el delator, en la reunión se acordó someter a un “arbitraje ad hoc” los gastos adicionales en la Vía Evitamiento de la carretera Interoceánica Norte, ubicada en Tarapoto, por los que Odebrecht reclamaba más de US$28 millones. El colaborador sostiene que Loor Campoverde y Gamarra “instruyeron a Cánepa Torre y Cantuarias Salaverry para que emitan una decisión favorable a Odebrecht”.
En noviembre de 2019, el juez Jorge Chávez Támariz dictó 18 meses de prisión preventiva contra Cantuarias y otros árbitros. El día 29 de noviembre, fue liberado por el Poder Judicial, luego de que un juez revirtiera la prisión preventiva.

## Publicaciones
- Trabas legales al  crédito en el Perú: garantías  mobiliarias (2000). Coautor
- ¿Por qué hay que cambiar el Código Civil? (2001). Coautor
- Arbitraje Comercial y de las Inversiones (2007)
- TLC Perú-Estados Unidos: contenido y aplicación (2008)
- Acuerdo comercial entre Colombia, Perú y la Unión Europea: contenido, análisis y aplicación (2015)